# 西南越桔
西南越桔（学名：Vaccinium laetum）为杜鹃花科越桔属下的一个种。

## 扩展阅读
- 維基物種上的相關：西南越桔